# Chiesa di San Silvestro (Iseo)
La chiesa di San Silvestro, detta anche dei Disciplini della Santa Croce, era un edificio di culto cattolico a Iseo posto sul sagrato della pieve di Sant'Andrea, poi dismesso e adibito ad uso di laboratorio.

## Storia e descrizione
La piccola chiesa fu probabilmente edificata come oratorio privato del vescovo di Brescia. Facendo quindi parte di altri edifici, viene citata nell'inventario del 1296 Designamentum terrarum, come con una magna domus e una turris.
Nel Quattrocento divenne proprietà e sede della Confraternita dei Disciplini della Santa Croce. Nel Novecento fu dismessa e adibita prima a magazzino e successivamente a laboratorio di falegnameria.
L'aula si presenta ad un'unica navata rivolta a est-ovest, evidenziando la formazione di due locali sovrapposti realizzati nel medesimo contesto. La parte inferiore, con accesso dal giardino, fu successivamente rialzata e dal 1647 divenne il carnerio, il luogo di sepoltura degli appestati del 1630; la parte superiore, a livello del sagrato della chiesa di Sant'Andrea, fu invece adibita a chiesa.
Nel 1985, dei lavori di restauro riportarono alla luce una Danza macabra nel catino absidale, composta da otto riquadri bicromi di autore ignoto.

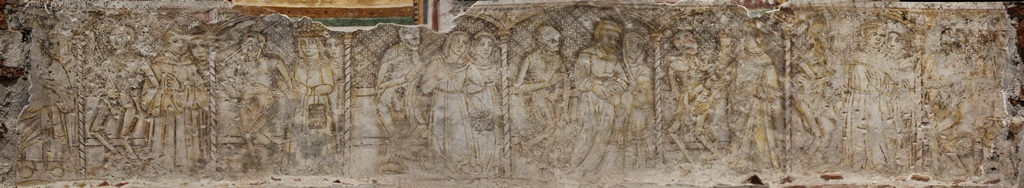
Danza macabra nell'abside della chiesa di San Silvestro a Iseo

.